# Orgulho e Paixão
Orgulho e Paixão (título en español: Orgullo y Pasión) es una telenovela brasileña producida y emitida por Rede Globo desde el 20 de marzo de 2018, substituyendo Tiempo de Amar, hasta el 24 de septiembre de 2018, siendo sustituida por Espelho da Vida. Fue la 91.ª novela de las seis exhibida por la emisora, y contó con 162 capítulos grabados. Creada y escrita por Marcos Bernstein, y libremente inspirada en las novelas Razón y Sensibilidad (1811), Orgullo y Prejuicio (1813), Emma (1815), La abadía de Northanger (1818) y Lady Susan (1871) de la escritora inglesa Jane Austen, contó con la colaboración de Victor Atherino, Juliana Peres y Giovana Moraes, y también contó con la dirección de Alexandre Klemperer, Allan Fiterman, Bia Coelho y Hugo de Sousa, bajo dirección general y artística de Fred Mayrink. 
Es la primera telenovela del horario de las seis a tener beso entre hombres, generando una gran repercusión positiva en la media y en las redes sociales, la pareja fue aceptada por el público y generó muchos fanes.
Protagonizada por Nathalia Dill y Thiago Lacerda en los papeles principales, la telenovela también contó con las participaciones antagónicas de Natália do Vale, Alessandra Negrini, Grace Gianoukas, Oscar Magrini, Ricardo Tozzi, Bruno Gissoni y Christine Fernandes y con las actuaciones estelares de Malvino Salvador, Agatha Moreira, Rodrigo Simas, Chandelly Braz, Tarcísio Meira, Gabriela Duarte, Vera Holtz y Ary Fontoura.

## Producción
Alice Wegmann había sido reservada para el elenco de Donde Nacen Los Fuertes (Onde Nascem os Fortes) en mayo de 2017, pero en septiembre, es anunciada como intérprete de Ema en la trama de las 18 horas. Sin embargo, por decisión de la emisora, en octubre es desplazada de vuelta a la superserie, asumiendo el puesto de protagonista en lugar de Pâmela Tomé. Pâmela se queda con el papel de Jane, hasta entonces reservado a Agatha Moreira, que asume el personaje que era de " Wegmann. Carmo Dalla Vecchia fue anunciado como uno de los protagonistas, pero terminó remanejado para Malhação: Vidas Brasileñas.
En el caso de Marcos Pitombo, llegó a ser escalado para vivir Giuseppe en Tiempo de Amar y Constantino en Dios. Salve al Rey, pero los papeles acabaron quedando con los actores Guillermo Prates y José Fidalgo en el listado final. En función de cambios en los perfiles de los personajes, Marcos fue seleccionado para vivir Rómulo Tiburcio en Orgullo y Pasión.
Las primeras escenas externas fueron rodadas en Vassouras y Valença, en Río de Janeiro, además de Ouro Preto, Carrancas, Lavras y Mariana, en Minas Gerais. Los personajes de Nathalia Dill, Pâmela Tomé y Bruna Griphao son inspirados en el libro "Orgullo y Preconcepto", mientras que las de Chandelly Braz y Anajú Dorigon provienen de los romances "Razón y Sensibilidad" y "La Abadía de Northranger", respectivamente. Agatha Moreira tuvo su personaje basado en el personaje-título "Emma", mientras que la de Alessandra Negrini fue extraída del cuento "Lady Susan". El personaje de Anajú Dorigón debería llamarse Catalina, pero para no coincidir con el nombre de la protagonista de Dios Salve al Rey, pasó a llamarse Cecilia.

## Exhibición
Orgulho e Paixáo tuvo sus teasers revelados el 24 de febrero de 2018. Los seis vídeos narrados por Vera Holtz presentan los personajes de Nathalia Dill, Agatha Moreira, Anajú Dorigon, Pâmela Tomé, Bruna Griphao y Chandelly Braz y son acompañados del lema "en una época llena de reglas, ellas seguían las de ellas". Cada video presenta un juego de palabras con la función de la mujer en la época en que la trama está ambientada. Inicialmente programada para estrenar el 27 de marzo de 2018, tuvo la fecha anticipada para el 20 de marzo.

### Clasificación de edades
En julio de 2018, la telenovela fue clasificada por el Ministerio de Justicia,  a "No apto para niños menores de 12 años", comenzando a ser válida a partir del capítulo del 13 del mismo mes. Es la primera telenovela que obtiene esta calificación. La reclasificación se debe a escenas de violencia e insinuaciones sexuales. Sin embargo, la reclasificación no alteró el horario de apertura de la telenovela ya que, desde 2016, ya no hay un enlace de tiempo para el grupo de edad.

## Trama
En el siglo XX, la trama se desarrolla en el ficticio Valle del Café y cuenta la historia de Elisabeta (Nathalia Dill), mujer al frente de su tiempo, con sueños y ambiciones completamente diferentes para una joven del período. En el caso de que se trate de una persona que no sea de su familia, Elisabeta vive con otras cuatro hermanas, cada una con una personalidad diferente. Elisabeta tendrá un giro en su vida cuando conozca a Darcy (Thiago Lacerda), con quien tendrá un conflicto que se convertirá en una gran pasión.           

## Elenco
| Actor/Actriz          | Personaje                                 |
| --------------------- | ----------------------------------------- |
| Nathalia Dill         | Elisabeta Benedito                        |
| Thiago Lacerda        | Darcy Williamson                          |
| Vera Holtz            | Ofélia Benedito                           |
| Natália do Vale       | Lady Margareth † Villana principal        |
| Pâmela Tomé           | Jane Benedito Bittencourt                 |
| Chandelly Braz        | Mariana Benedito                          |
| Anajú Dorigon         | Cecília Benedito Tibúrcio                 |
| Bruna Griphao         | Lídia Benedito                            |
| Tato Gabus Mendes     | Felisberto Benedito                       |
| Agatha Moreira        | Ema Cavalcante                            |
| Alessandra Negrini    | Susana Adonato Villana                    |
| Gabriela Duarte       | Julieta Bittencourt, Rainha do Café       |
| Maurício Destri       | Camilo Bittencourt                        |
| Tarcísio Meira        | Lorde Williamson †                        |
| Malvino Salvador      | Coronel Brandão                           |
| Rodrigo Simas         | Ernesto Pricelli                          |
| Marcelo Faria         | Aurélio Cavalcante                        |
| Ary Fontoura          | Afrânio Cavalcante, Barão de Ouro Verde † |
| Murilo Rosa           | Jorge Nascimento                          |
| Ricardo Tozzi         | Xavier Vidal Villano                      |
| Joaquim Lopes         | Olegário                                  |
| Grace Gianoukas       | Petúnia                                   |
| Bruno Gissoni         | Diogo Uirapuru                            |
| Laila Zaid            | Ludmila de Albuquerque                    |
| Rosane Gofman         | Nicoletta Pricelli                        |
| Jairo Mattos          | Gaetano Pricelli                          |
| Isabella Santoni      | Charlotte Williamson                      |
| Bruna Spínola         | Briana Williamson                         |
| Christine Fernandes   | Josephine Tibúrcio † Villana              |
| Oscar Magrini         | Almirante Tibúrcio                        |
| Marcos Pitombo        | Rômulo Tibúrcio                           |
| Silvio Guindane       | Januário de Souza                         |
| Juliano Laham         | Luccino Pricelli                          |
| Tammy Di Calafiori    | Fani Pricelli                             |
| Giordano Becheleni    | Virgilio Pricelli Villano                 |
| Márcio Vito           |                                           |
| Miguel Rômulo         | Randolfo Vasconcellos                     |
| Priscila Marinho      | Tenória Pereira                           |
| JP Rufino             | Trajano Pereira (Estilingue)              |
| Vânia de Brito        | Agatha Cristo                             |
| Herton Gustavo        | Tião                                      |
| Luana Xavier          | Mercedes                                  |
| Thiago Justino        |                                           |
| Pedro Henrique Muller | Coronel Otávio                            |
| Amarui Reis           | François                                  |
| Emmilio Moreira       | Vicente Almeida                           |
| Tony Correia          |                                           |

### Participaciones especiales
| Actor/Actriz      | Personaje      |
| ----------------- | -------------- |
| Letícia Persiles  | Amélia Antunes |
| Fábio Villa Verde |                |
| Daniela Carvalho  |                |
| Silvio Matos      | Sr. Amaral     |
| Karize Brum       |                |

## Música
La banda sonora de Orgulho e Paixáo se lanzó el 20 de abril de 2018 y presenta a los actores Thiago Lacerda y Nathália Dill en la portada.
Las canciones "Morada" (de Sandy), "Paixão"  y "Sinónimos" (clásico de la canción sertaneja, cantada por la banda Scarcéus en dueto) fueron excluidas del álbum oficial de la banda sonora).

## Reconocimientos
| Año  | Premio                    | Categoría                | Nominado/a                   | Resultado | Ref.  |
| ---- | ------------------------- | ------------------------ | ---------------------------- | --------- | ----- |
| 2018 | Prêmio Extra de Televisão | Mejor actor              | Marcos Bernstein             | Nominado  | [ 8 ] |
| 2018 | Prêmio Extra de Televisão | Mejor actor de reparto   | Rodrigo Simas                | Nominado  | [ 8 ] |
| 2018 | Prêmio Extra de Televisão | Melhor Actriz de reparto | Gabriela Duarte              | Nominado  | [ 8 ] |
| 2018 | Prêmio Extra de Televisão | Mejor actor/actriz       | JP Rufino                    | Nominado  | [ 8 ] |
| 2018 | Prêmio Extra de Televisão | Tema de Novela           | "Doce Companhia", Lucy Alves | Nominado  | [ 8 ] |